# Echinomuricea spinosa
Echinomuricea spinosa är en korallart som först beskrevs av Hiles 1899.  Echinomuricea spinosa ingår i släktet Echinomuricea och familjen Plexauridae. Inga underarter finns listade i Catalogue of Life.